# 卡瓦略波利斯
卡瓦略波利斯是巴西米纳斯吉拉斯州的一个市镇。总面积80.703平方公里，总人口3234人，人口密度40.1人/平方公里。